# Енкіду
Енкіду (можливо, від шумерського «владика, який створив землю»)  — герой шумеро-аккадської міфології, соратник і друг Гільгамеша, його побратим, створений богинею Аруру на прохання богів як суперник Гільгамеша.
Тіло Енкіду вкрите шерстю, він не знає цивілізації, живе в степу, близький до диких тварин, захищає їх від мисливців. Одного  разу Енкіду спокусила міська повія Шамхат. З втратою невинності тварини відвернулися від нього, а люди прийняли. Енкіду починає носити одяг, їсти людську їжу, пасти овець, полювати на левів і вовків, нарешті прибуває у велике місто Урук. Зустріч з Гільгамешем, героєм, рівним йому по силі, змінює Енкіду. Він бере участь у подвигах Гільгамеша, закликає його до героїчних вчинків і у результаті виявляється спокутною жертвою за свого побратима: боги, розгнівані вбивством Хуваву (Хумбаба), посилають йому хвороби і смерть.